# Kaptenens dotter (opera)

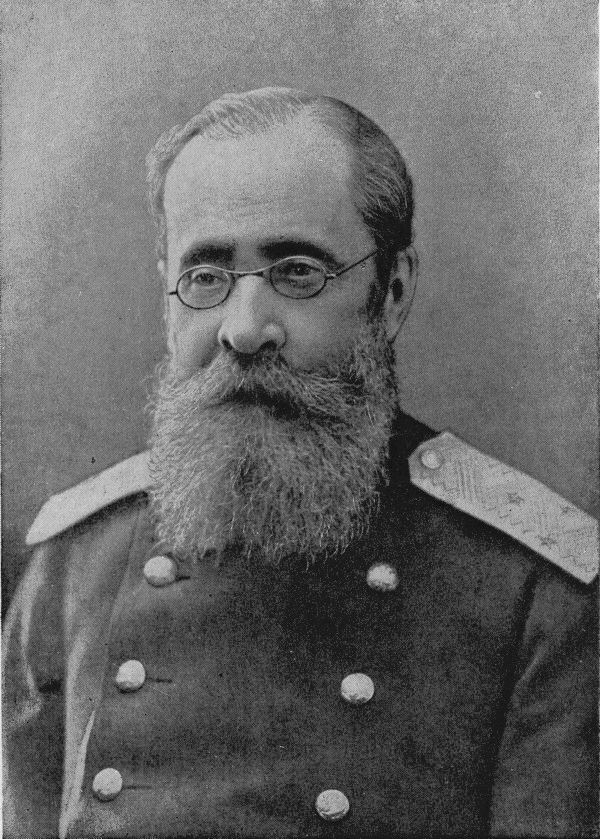
César Cui

Kaptenens dotter (Капитанская дочка på kyrillska; Kapitanskaja dočka  i translitteration) är en opera i fyra akter (åtta tablåer) med text och musik av César Cui komponerad 1907–1909. Librettot var en bearbetning av Aleksandr Pusjkins roman med samma namn.

## Uppförandehistorik
Operan hade premiär den 14 februari 1911 på Mariinskijteatern i Sankt Petersburg under ledning av Eduard Nápravník. Premiären i Moskva ägde tum den 17 september 1914 på Solodovnikovteatern.

## Personer
- Kejsarinnan Katarina den Stora: mezzosopran
- Andrej Petrovitj Grinev, en före detta major: bas
- Avdotʹia Vasil'evna [Grineva], hans hustru: sopran
- Petr [eller Pjotr] Andrevitj, deras son: tenor
- Savelʹitj, en tjänare: baryton
- Dorofej, ägare till ett värdshus: tenor
- Potap, en kosack: bas
- Guiden (Pugatjov): baryton
- Ivan Kuzʹmitj Mironov, kommendant för fästningen i Belgorod: bas
- Vasilisa Egorovna [Mironova], hans hustru: kontraalt
- Masja, deras dotter: sopran
- Aleksej Ivanovitj Shvabrin, en sjöofficer: baryton
- Ivan Ignatʹevich Zharkov, en löjtnant: tenor
- Maksimytj, en sergeant: tenor
- En korporal: bas
- Chumakov, en sångledare: tenor
- Soldater, invånare, rebeller, hovmän: kör

## Handling

### Akt I
Tablå 1. Grinevs hus. Andrej Grinev bestämmer sig för att skicka iväg den 17-årige sonen Petr för att bli soldat. Alla tar farväl av honom när han ger sig iväg med tjänaren Savel'itj. Ett orkestermellanspel skildrar deras resa under vilken de överraskas av en snöstorm och räddas av en guide.
Tablå 2. De tre kommer till ett värdshus. Guiden och värdshusvärden samtalar med koder. Alla går till sängs. Petr drömmer att fadern ligger döende i sin säng med modern och tjänarna omkring. Petr går fram till sängen och ser att det inte är fadern utan guiden, som försöker välsigna honom och sedan viftar med en yxa. Drömmen tar slut när en tupp gal och gryningen kommer. Gästerna gör sig redo att fara iväg. Petr ger sin varma rock till guiden. De tre ger sig av.

### Akt II
Tablå 3. Fästningen i Belogorod, torget och porten till kommendantens hus. Zharkov hjälper Mironova att nysta garn, en tropp med invalidsoldater passerar utanför. Petr läser en kärleksdikt han har skrivit och ber om Shvabrins uppfattning. Detta leder till ett bråk dem emellan angående Masja. De bestämmer sig för att duellera. Invaliderna går åter förbi. Savel'itj ser duellen. Petr förs in på en bår, medvetslös.
Tablå 4. Ett rum i kommendantens hus. Petr repar sig. Masja sjunger för honom. Han vaknar och friar till henne, men hon tvekar huruvida hans familj kommer att acceptera henne. Han förvissar henne att så kommer att ske. Savel'itj kommer in med ett brev från Grinev i vilket fadern vägrar ge sitt samtycke till giftermålet. Masja springer ut. Petr lovar att övertala fadern.
Mironov kommer in läsande ett brev från generalen. Pugatjov har intagit fler befästningar och måste stoppas. Mironov beslutar att skicka iväg Masja i säkerhet. Mironova, Zharkov, Petr, Shvabrin och Mironov förenar sig en patriotisk ed att aldrig ge upp.

### Akt III

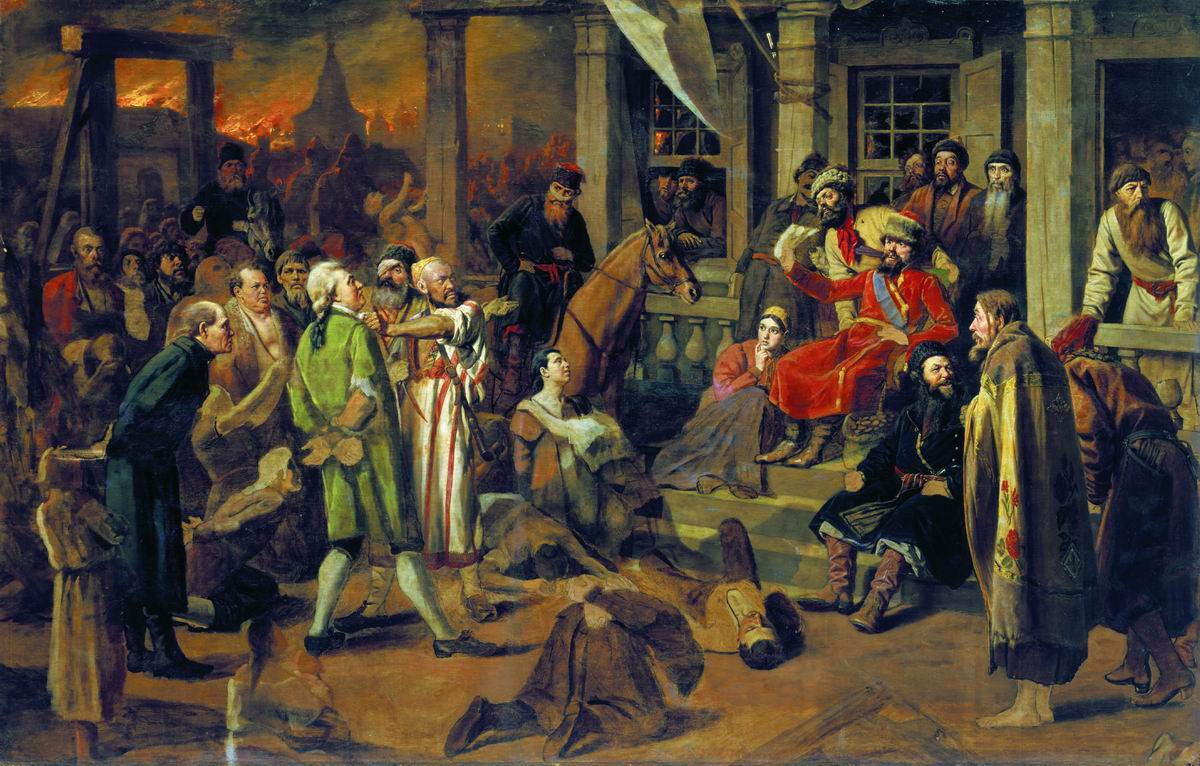
Pugatjovs dom (1879). Målning av Vasilij Perov

Tablå 5. Fästningen i Belogorod (samma som i Tablå 3). Man förbereder fästningen för anfallet. Mironov tar farväl av Mironova. Inkräktarna intar fästningen. Pugatjov låter avrätta Mironov och Zharlov genom hängning. Pugatjov känner igen Petr och skonar hans liv. Trots att folket ber honom vägrar Petr att kyssa Pugatjovs hand. Mironova sörjer sin make. Hon förs bort för att avrättas. 
Pugatjov välkomnar Petr. Männen och kvinnorna dansar, och Chumakov tar upp en sång. Pugatjov och Petr lämnas ensamma. Det avslöjas att Pugatjov var guiden till vilken Petr gav sin rock. Men Petr vägrar förråda sitt folk och går. Pugatjov blir ensam och begrundar sitt öde.
Tablå 6. Ett rum i kommendantens hus (samma som i Tablå 4). Masja är nu föräldralös och hålls inspärrad. Shvabrin kommer in och ber henne att gifta sig med honom. Hon vägrar och han lämnar rummet, men utanför springer han på Pugatjov och Petr. Han ljuger ihop en historia om att hon hålls inspärrad för att hon är sjuk och att de är gifta. Masja berättar sanningen. Pugatjov friger henne. Petr, som fortfarande inte kan lova trohet till Pugatjov, är tacksam för vad Pugatjov gjorde. Han ber honom att få bli ensam med Masja. Pugatjov går med på detta och ber Shvabrin att ge dem respass varpå han tar farväl av dem. De två älskade diskuterar framtiden. Petr önskar föra Masja till föräldrarnas hus, och hans fader kommer att bli stolt att ha dottern till den tappre kaptenen Mironov i sitt hus.

### Akt IV
Tablå 7. Grinevs hus (samma som i Tablå 1). Masja bor i huset men Petr har arresterats. Hon förklarar för Grinev att Petr har råkat illa ut för att han ville skydda henne. Hon ska bege sig till Tsarskoje Selo för att försöka be för honom hos tsaritsan. Petrs föräldrar välsignar henne.
Tablå 8. En sal i det kejserliga palatset i Sankt Petersburg. Hovmän sjunger kejsarinnans lov. Hon gör entré och tillkännager att Pugatjov har tagits till fånga. Masja och familjen Grinev anländer. Kejsarinnan lyssnar på Majsa och benådar Petr. Medan hovmännen fortsätter prisa kejsarinnan välsignar hon Masja och Petr.